# Kubíčkova vila
Kubíčkova vila je sídelní vila v Chocni, která byla postavena v letech 1892 až 1893 zdejším stavebním podnikatelem Janem Kubíčkem. Svými rozměry i rozlohou původního pozemku se jedná o největší sídelní vilu ve městě.

## Historie

### V majetku Jana Kubíčka
Výstavbu vily zadal u vlastní stavební firmy roku 1892 choceňský stavitel, podnikatel a císařský rada Jan Kubíček jakožto zhotovení rodinného palácového sídla s rozsáhlou zahradou v pozdější Pernerově ulici, nedaleko majestátní budovy choceňského nádraží. Kubíček vybudoval v Chocni vlastní rozsáhlý podnik, který ve městě zaměstnával řadu lidí a byl stavitelem několika významných zdejších staveb. Ve svém oboru se zaměřoval také na budování železnic, realizoval stavby pro Buštěhradskou dráhu v severozápadních Čechách či lokální tratě, jako např. dráhu Kutná Hora - Zruč nad Sázavou. Rovněž byl činný v české spolkové a dobročinné činnosti. Přátelil se rovněž s básníkem Adolfem Heydukem, který jej v Chocni navštěvoval a je také autorem verše vepsaného na fasádě. Kubíček měl v domě umístěnu také rodinnou sbírku starožitností a obrazů, mj. od Josefa Mánesa či Mikoláše Alše. V domě žil až do své smrti roku 1919.

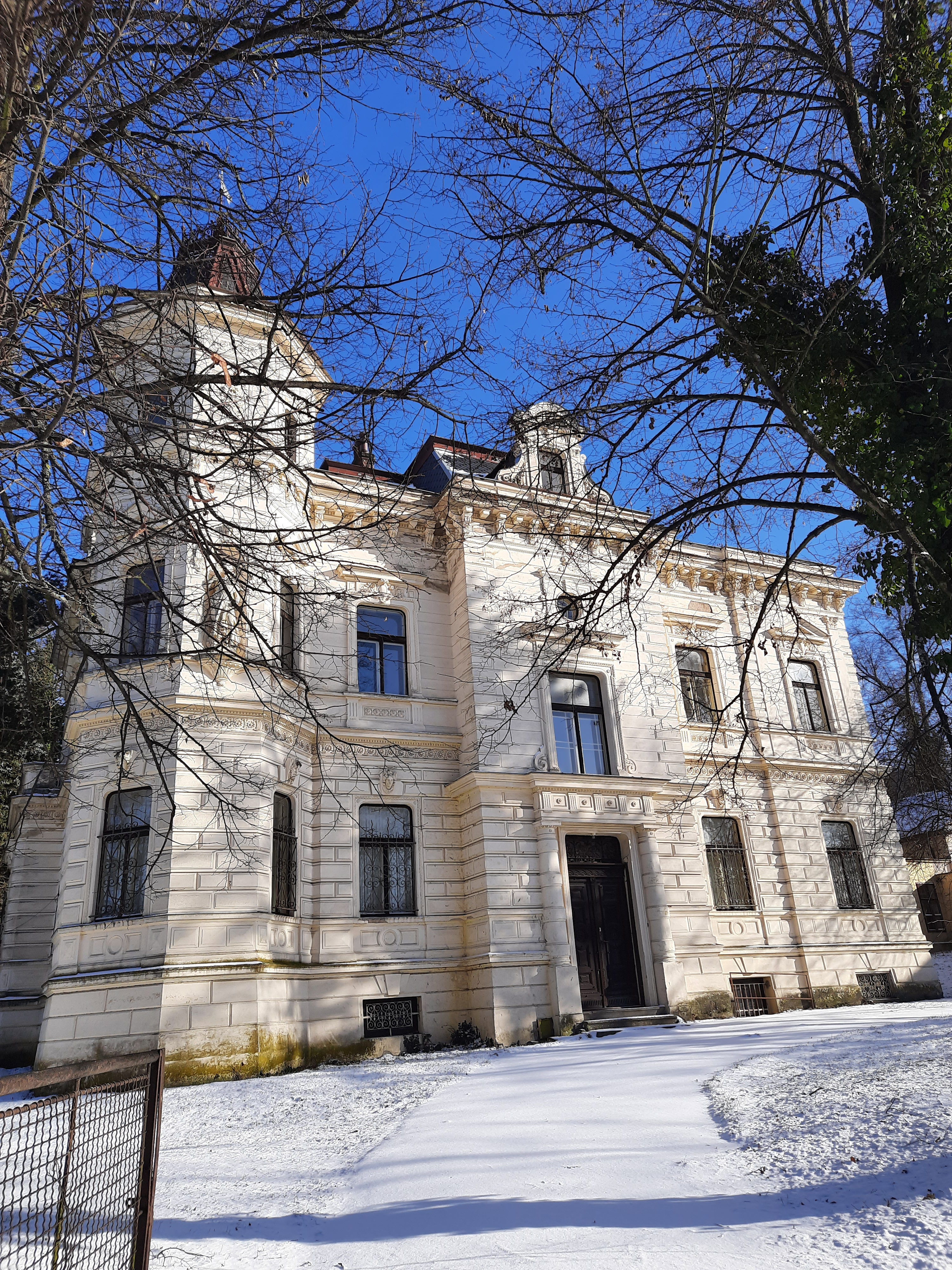

### Po roce 1945
Po únoru 1948 byla budova znárodněna. Během 2. poloviny 20. století byla využívána mj. studentská ubytovna a postupně chátrala. V roce 2022 se nacházela v soukromém vlastnictví.

## Architektura stavby
Vila je dvoupodlažní volně stojící budova se sedlovou střechou, postavená na relativně rovinatém terénu jen několik desítek metrů od koryta Tiché Orlice. Stavbě dominuje historizující věž se zdobenou střechou. Architektonickými dispozicemi budovy s terasou i uspořádání zahrady připomíná stavební koncepci renesančního zámku.